# Scott Howson
Pour les articles homonymes, voir Howson.
Scott Howson (né le 9 avril 1960 à Toronto, dans la province de l'Ontario au Canada) est un joueur est un dirigeant canadien de hockey sur glace.

## Biographie
Après une saison passée en Junior A, Scott Howson rejoint les Canadians de Kingston de la Ligue de hockey junior majeur de l'Ontario avec lesquels il joue pendant trois ans et accumule 302 points en 192 parties. Non sélectionné lors des repêchages d'entrée dans la Ligue nationale de hockey (LNH), il signe en août 1981 avec les Islanders de New York à titre d'agent libre. Il fait ses débuts professionnels avec les Checkers d'Indianapolis de la Ligue centrale de hockey (LCH) avant d'être assigné aux Goaldiggers de Toledo de la Ligue internationale de hockey (LIH). Deuxième meilleur pointeur de la saison avec 120 points, reçoit le trophée Garry-F.-Longman de la meilleure  recrues de l'année et aide son équipe à remporter la Coupe Turner, remise aux champions de la LIH,. Il passe les deux saisons qui suivent en LCH et gagne avec les Checkers la Coupe Adams. En 1984-1985, Howson fait ses débuts en LNH avec les Islanders mais dispute l'essentiel de la saison avec les Indians de Springfield de la Ligue américaine de hockey (LAH). Après une nouvelle saison principalement jouée en LAH, il met un terme à sa carrière.
En 1994, Howson devient le directeur général des Oilers du Cap-Breton de la LAH. Il continue avec la franchise lorsque celle-ci est relocalisée en 1996 et devient les Bulldogs de Hamilton, conservant cette position jusqu'en 2002. À partir de 2000, il devient l'assistant de Kevin Lowe, directeur général des Oilers d'Edmonton de la LNH, le club-parent des Bulldogs. Le 15 juin 2007, il est nommé directeur général des Blue Jackets de Columbus. Sous sa direction, les Jackets se qualifient pour la première fois pour les séries éliminatoires. Il reste avec l'équipe de l'Ohio jusqu'au 12 février 2013 lorsqu'il est démis de ces fonctions. Un mois plus tard, il retourne aux Oilers où il devient recruteur puis par la suite vice-président des opérations de hockey.

## Statistiques
| Saison     | Équipe                  | Ligue      |    | Saison régulière | Saison régulière | Saison régulière | Saison régulière | Saison régulière |    | Séries éliminatoires | Séries éliminatoires | Séries éliminatoires | Séries éliminatoires | Séries éliminatoires |
| Saison     | Équipe                  | Ligue      | PJ | B                | A                | Pts              | Pun              | PJ               | B  | A                    | Pts                  | Pun                  |                      |                      |
| 1977-1978  | Rangers de North York   | LPHJO      | 55 | 27               | 31               | 58               | 30               |                  |    |                      |                      |                      |                      |                      |
| 1978-1979  | Canadians de Kingston   | LHJMO      | 58 | 27               | 47               | 74               | 45               | 11               | 0  | 10                   | 10                   | 12                   |                      |                      |
| 1979-1980  | Canadians de Kingston   | LHJMO      | 68 | 38               | 50               | 88               | 52               | 3                | 0  | 4                    | 4                    | 0                    |                      |                      |
| 1980-1981  | Canadians de Kingston   | LHO        | 66 | 57               | 83               | 140              | 53               | 14               | 9  | 10                   | 19                   | 2                    |                      |                      |
| 1981-1982  | Checkers d'Indianapolis | LCH        | 8  | 2                | 1                | 3                | 5                |                  |    |                      |                      |                      |                      |                      |
| 1981-1982  | Goaldiggers de Toledo   | LIH        | 71 | 55               | 65               | 120              | 14               | 12               | 10 | 9                    | 19                   | 6                    |                      |                      |
| 1982-1983  | Checkers d'Indianapolis | LCH        | 67 | 34               | 40               | 74               | 22               | 13               | 12 | 9                    | 21                   | 21                   |                      |                      |
| 1983-1984  | Checkers d'Indianapolis | LCH        | 71 | 34               | 34               | 68               | 40               | 7                | 1  | 3                    | 4                    | 2                    |                      |                      |
| 1984-1985  | Islanders de New York   | LNH        | 8  | 4                | 1                | 5                | 2                |                  |    |                      |                      |                      |                      |                      |
| 1984-1985  | Indians de Springfield  | LAH        | 47 | 20               | 40               | 60               | 31               | 4                | 1  | 3                    | 4                    | 2                    |                      |                      |
| 1985-1986  | Islanders de New York   | LNH        | 10 | 1                | 2                | 3                | 2                |                  |    |                      |                      |                      |                      |                      |
| 1985-1986  | Indians de Springfield  | LAH        | 53 | 15               | 19               | 34               | 10               |                  |    |                      |                      |                      |                      |                      |
| Totaux LNH | Totaux LNH              | Totaux LNH | 18 | 5                | 3                | 8                | 4                |                  |    |                      |                      |                      |                      |                      |

## Trophées et honneurs personnels
- 1981-1982 :
  - champion de la Coupe Turner avec les Goaldiggers de Toledo
  - Trophée Garry-F.-Longman
- 1982-1983 : champion de la Coupe Adams avec les Checkers d'Indianapolis